# Effectif des équipes à la Coupe des confédérations 1997
Voici la liste des joueurs sélectionnés pour la Coupe des confédérations 1997, en Arabie saoudite.

## Groupe A

### Arabie saoudite
- Gardiens
  - 1 Mohamed Al-Deayea ( Al Ta'ee Ha'il)
  - 15 Hussein Al-Sadiq ( Al Qadisiya Al Khubar)

- Défenseurs
  - 2 Mohammed Al-Jahani ( Al Ahly Djeddah)
  - 3 Mohammed Al-Khilaiwi ( Al Ittihad Djeddah)
  - 4 Abdullah Zubromawi ( Al Ahly Djeddah)
  - 5 Ahmad Jamil Madani ( Al Ittihad Djeddah)
  - 12 Ahmad Al-Doukhi ( Al Hilal Riyad)
  - 13 Hussein Sulaimani ( Al Ahly Djeddah)
  - 21 Mehaisen Al-Dosari ( Al Nasr Riyad)

- Milieux
  - 6 Ibrahim Al-Harbi ( Al Nasr Riyad)
  - 8 Khalid Al-Temawi ( Al Hilal Riyad)
  - 14 Khalid Al-Muwallid ( Al Ahly Djeddah)
  - 16 Khamis Al-Owairan ( Al Ittihad Djeddah)
  - 17 Mohammad Al-Sahafi ( Al Ittihad Djeddah)
  - 20 Hamzah Saleh ( Al Ahly Djeddah)

- Attaquants
  - 7 Ibrahim Al-Shahrani ( Al Ahly Djeddah)
  - 9 Sami Al-Jaber ( Al Hilal Riyad)
  - 10 Saeed Al-Owairan ( Al Shabab Riyad)
  - 11 Fahad Al-Mehallel ( Al Shabab Riyad)
  - 18 Khamis Al-Zahrani ( Al Ittihad Djeddah)
  - 19 Obeid Al-Dosari ( Al Wahda La Mecque)

- Sélectionneur :  Otto Pfister

### Australie
- Gardiens
  - 1 Mark Bosnich ( Aston Villa)
  - 20 Željko Kalac ( Sydney United FC)

- Défenseurs
  - 2 Steve Horvat ( Carlton SC)
  - 4 Milan Ivanović ( Adelaide City FC)
  - 5 Alex Tobin ( Adelaide City FC)
  - 6 Ned Zelic ( TSV Munich 1860)
  - 12 Matthew Bingley ( Vissel Kobe)
  - 13 Robbie Hooker ( Sydney United FC)
  - 14 Tony Vidmar ( Glasgow Rangers)
  - 21 Kevin Muscat ( Wolverhampton Wanderers FC)

- Milieux
  - 3 Stan Lazaridis ( West Ham United)
  - 7 Robbie Slater ( Southampton FC)
  - 8 Craig Foster ( Portsmouth FC)
  - 15 Josip Skoko ( Hajduk Split)
  - 19 Ernie Tapai ( Perth Glory)

- Attaquants
  - 9 Mark Viduka ( Dinamo Zagreb)
  - 10 Aurelio Vidmar ( CD Tenerife)
  - 11 Harry Kewell ( Leeds United)
  - 16 Paul Trimboli ( South Melbourne FC)
  - 17 Damian Mori ( Adelaide City FC)
  - 18 John Aloisi ( Portsmouth FC)

- Sélectionneur :  Terry Venables

### Brésil
- Gardiens
  - 1 Dida ( Cruzeiro EC)
  - 12 Rogério Ceni ( São Paulo FC)

- Défenseurs
  - 2 Cafu ( AS Rome)
  - 3 Aldair ( AS Rome)
  - 4 Júnior Baiano ( Flamengo)
  - 6 Roberto Carlos ( Real Madrid)
  - 13 Zé María ( Parme FC)
  - 14 Gonçalves ( Cruzeiro EC)
  - 15 Zé Roberto ( Real Madrid)

- Milieux
  - 5 Flávio Conceição ( Deportivo La Corogne)
  - 8 Dunga ( Júbilo Iwata)
  - 10 Leonardo ( AC Milan)
  - 16 César Sampaio ( Yokohama Flügels)
  - 17 Doriva ( Clube Atlético Mineiro)
  - 19 Juninho Paulista ( Atlético Madrid)
  - 20 Rivaldo ( FC Barcelone)

- Attaquants
  - 7 Bebeto ( Cruzeiro EC)
  - 9 Ronaldo ( Inter Milan)
  - 11 Romário ( Valence FC)
  - 18 Denílson ( São Paulo FC)

- Sélectionneur : Mário Zagallo

### Mexique
- Gardiens
  - 1 Oswaldo Sánchez ( Club América)
  - 12 Óscar Pérez ( CD Cruz Azul)

- Défenseurs
  - 2 Claudio Suárez ( Chivas de Guadalajara)
  - 3 Gabriel de Anda ( Club Santos Laguna)
  - 5 Duilio Davino ( Club América)
  - 13 Pável Pardo ( CF Atlas)
  - 14 Isaac Terrazas ( Club América)
  - 18 Salvador Carmona ( Deportivo Toluca Fútbol Club)

- Milieux
  - 4 Germán Villa ( Club América)
  - 6 Raúl Lara ( Club América)
  - 7 Ramón Ramírez ( Chivas de Guadalajara)
  - 8 Braulio Luna ( Pumas UNAM)
  - 16 Markus Lopez ( Chivas de Guadalajara)
  - 20 José Manuel Abundis ( Deportivo Toluca Fútbol Club)

- Attaquants
  - 9 Paulo Chávez ( Chivas de Guadalajara)
  - 10 Luis García Postigo ( CF Atlante)
  - 11 Cuauhtémoc Blanco ( Club Necaxa)
  - 15 Luis Hernández ( Boca Juniors)
  - 17 Francisco Palencia ( CD Cruz Azul)
  - 19 Noe Zarate ( Chivas de Guadalajara)

- Sélectionneur : Manuel Lapuente

## Groupe B

### Afrique du Sud
- Gardiens
  - 1 Andre Arendse ( Fulham FC)
  - 16 Brian Baloyi ( Kaizer Chiefs)

- Défenseurs
  - 2 Sizwe Motaung ( Kaizer Chiefs)
  - 3 David Nyathi ( FC Saint-Gall)
  - 4 Willem Jackson ( Orlando Pirates)
  - 5 Mark Fish ( Bolton Wanderers)
  - 12 Brendan Augustine ( LASK Linz)
  - 13 Pollen Ndlanya ( Bursaspor)
  - 19 Lucas Radebe ( Leeds United FC)
  - 20 Eric Tinkler ( Barnsley FC)

- Milieux
  - 6 Phil Masinga ( AS Bari)
  - 7 Clinton Larsen ( Manning Rangers)
  - 8 Dumisa Ngobe ( Orlando Pirates)
  - 14 Mark Williams ( Kaizer Chiefs)
  - 17 Jabulani Mnguni ( Vaal Professionals)

- Attaquants
  - 9 Neil Tovey ( Kaizer Chiefs)
  - 10 John Moshoeu ( Kocaelispor)
  - 11 Helman Mkhalele ( Kayserispor)
  - 15 Doctor Khumalo ( Kaizer Chiefs)
  - 18 John Moeti ( Orlando Pirates)

- Sélectionneur : Clive William Barker

### Émirats arabes unis
- Gardiens
  - 1 Juma Al-Holi ( Al Shabab Dubaï)
  - 12 Yaqout Mubarak ( Al Nasr Dubaï)
  - 17 Muhsin Musabah ( Sharjah SC)

- Défenseurs
  - 2 Abdulla Essa Al-Falasi ( Al Wasl Dubaï)
  - 3 Munther Abdullah ( Al Wasl Dubaï)
  - 4 Abdulrahman Al-Haddad ( Sharjah SC)
  - 13 Abdulsalam Jumaa Al-Junaibi ( Al-Wahda (Abu Dhabi))
  - 20 Mohamed Obaid ( Al Ain Club)

- Milieux
  - 5 Hassan Mubarak ( Al Nasr Dubaï)
  - 6 Ismaïl Rashid ( Al Wasl Dubaï)
  - 7 Saad Bakhit Mubarak ( Al Shabab Dubaï)
  - 10 Adnan Al-Talyani ( Al Sha'ab Sharjah)
  - 14 Khamis Saad Mubarak ( Al Shabab Dubaï)
  - 15 Mohamed Ali ( Al Nasr Dubaï)
  - 16 Rashid Hassan Saeed ( Kalba)
  - 18 Ahmed Ibrahim Ali ( Sharjah SC)
  - 19 Gholam Ali ( Al Wasl Dubaï)

- Attaquants
  - 8 Ahmed Adel ( Kalba)
  - 9 Nasir Khamees ( Al Wasl Dubaï)
  - 11 Yaser Salem Ali ( Al-Wahda (Abu Dhabi))

- Sélectionneur :  Milan Máčala

### Tchéquie
- Gardiens
  - 1 Pavel Srníček ( Newcastle United FC)
  - 20 Ladislav Maier ( Slovan Liberec)

- Défenseurs
  - 2 Ivo Ulich ( SK Slavia Prague)
  - 3 Luboš Kozel ( SK Slavia Prague)
  - 5 Michal Horňák ( SK Slavia Prague)
  - 6 Zdeněk Svoboda ( AC Sparta Prague)
  - 12 Karel Rada ( Trabzonspor)
  - 13 Petr Vlček ( SK Slavia Prague)
  - 15 Edvard Lasota ( AC Sparta Prague)
  - 18 Milan Fukal ( FK Jablonec 97)

- Milieux
  - 4 Pavel Nedvěd ( SS Lazio)
  - 7 Jiří Němec ( Schalke 04)
  - 8 Karel Poborský ( Manchester United)
  - 11 Radek Bejbl ( Atlético Madrid)
  - 14 Radek Slončík ( Baník Ostrava)
  - 17 Vladimír Šmicer ( RC Lens)
  - 19 Martin Frýdek ( Bayer Leverkusen)

- Attaquants
  - 9 Pavel Kuka ( 1.FC Kaiserslautern)
  - 10 Horst Siegl ( AC Sparta Prague)
  - 16 Vratislav Lokvenc ( AC Sparta Prague)

- Sélectionneur : Dušan Uhrin

### Uruguay
- Gardiens
  - 1 Carlos Nicola ( Club Nacional de Football)
  - 12 Claudio Flores ( CA Peñarol)

- Défenseurs
  - 2 Diego López ( Racing Santander)
  - 3 Paolo Montero ( Juventus)
  - 4 Gustavo Méndez ( Vicenza Calcio)
  - 13 Pablo Fernando Hernández ( Defensor Sporting Club)
  - 16 César Pellegrín ( Danubio Fútbol Club)
  - 15 Carlos Díaz ( Defensor Sporting Club)
  - 18 Martin Rivas ( Danubio Fútbol Club)

- Milieux
  - 5 Gonzalo de los Santos ( Mérida UD)
  - 6 Edgardo Adinolfi ( CA Peñarol)
  - 7 Pablo García ( Montevideo Wanderers Fútbol Club)
  - 8 Liber Vespa ( Argentinos Juniors)
  - 10 Nicolás Olivera ( Valence CF)
  - 14 Christian Callejas ( Danubio Fútbol Club)
  - 17 Fabían Coelho ( Club Nacional de Football)

- Attaquants
  - 9 Marcelo Zalayeta ( CA Peñarol)
  - 11 Darío Silva ( Cagliari Calcio)
  - 19 Antonio Pacheco ( CA Peñarol)
  - 20 Álvaro Recoba ( Inter Milan)

- Sélectionneur : Victor Púa